# Lijst van zoogdieren met Nederlandse namen - T
Dit is een lijst van zoogdieren met Nederlandse namen met als beginletter van hun wetenschappelijke naam een T.
| Wetenschappelijke naam       | Eerste keuze                       | Overige Nederlandse namen                                                      | Commentaar |
| ---------------------------- | ---------------------------------- | ------------------------------------------------------------------------------ | ---------- |
| Tachyglossus aculeatus       | mierenegel                         | Gewone mierenegel, Australische mierenegel                                     |            |
| Tachyoryctes daemon          | Gewone molrat                      |                                                                                |            |
| Tachyoryctes macrocephalus   | Reuzenmolrat                       |                                                                                |            |
| Tachyoryctes ruandae         | Witvlekmolrat                      |                                                                                |            |
| Tachyoryctes splendens       | Oost-Afrikaanse molrat             |                                                                                |            |
| Tadarida brasiliensis        | Guanovleermuis                     | Braziliaanse bulvleermuis                                                      |            |
| Tadarida teniotis            | Bulvleermuis                       | Zuid-Europese bulvleermuis, bulldogvleermuis, Europese bulvleermuis            |            |
| Talpa caeca                  | Blinde mol                         |                                                                                |            |
| Talpa davidiana              | Perzische mol                      |                                                                                |            |
| Talpa europaea               | Mol                                | Europese mol, Gewone mol                                                       |            |
| Talpa occidentalis           | Iberische blinde mol               |                                                                                |            |
| Talpa romana                 | Romeinse mol                       | Italiaanse mol                                                                 |            |
| Talpa stankovici             | Balkanmol                          |                                                                                |            |
| Tamandua mexicana            | Noordelijke boommiereneter         | Noordelijke tamandoea                                                          |            |
| Tamandua tetradactyla        | Zuidelijke boommiereneter          | Zuidelijke tamandua, Tamandoea, Zuidelijke tamandoea                           |            |
| Tamias alpinus               | Bergchipmunk                       |                                                                                |            |
| Tamias amoenus               | Geelsparchipmunk                   |                                                                                |            |
| Tamias minimus               | Kleine chipmunk                    | Kleinste chipmunk                                                              |            |
| Tamias quadrivittatus        | Coloradochipmunk                   |                                                                                |            |
| Tamias sibiricus             | Siberische grondeekhoorn           | Aziatische chipmunk, boeroendoek, burunduk, Euraziatische grondeekhoorn        |            |
| Tamias striatus              | oostelijke wangzakeekhoorn         | Chipmunk, Oostelijke chipmunk, aardeekhoorn, Gewone aardeekhoorn               |            |
| Tamias townsendii            | Townsendchipmunk                   |                                                                                |            |
| Tamiasciurus douglasii       | Douglaseekhoorn                    | chickaree                                                                      |            |
| Tamiasciurus hudsonicus      | Amerikaanse rode eekhoorn          | Rode eekhoorn, Hudsoneekhoorn                                                  |            |
| Tamiasciurus mearnsi         | Rode eekhoorn van Neder-Californië |                                                                                |            |
| Tamiops mcclellandi          | Thaise dwergstreepeekhoorn         |                                                                                |            |
| Tamiops swinhoei             | Chinese gestreepte boomeekhoorn    | Swinhoeklappereekhoorn                                                         |            |
| Taphozous mauritianus        | Mauritiusgrafvleermuis             | Afrikaanse grafvleermuis                                                       |            |
| Taphozous nudiventris        | Kaalbuikgrafvleermuis              |                                                                                |            |
| Taphozous perforatus         | Egyptische grafvleermuis           |                                                                                |            |
| Taphozous troughtoni         | Spitsneusgrafvleermuis             |                                                                                |            |
| Tapirus bairdi               | Midden-Amerikaanse tapir           |                                                                                |            |
| Tapirus indicus              | Indische tapir                     |                                                                                |            |
| Tapirus pinchaque            | Bergtapir                          |                                                                                |            |
| Tapirus terrestris           | Laaglandtapir                      | Zuid-Amerikaanse tapir                                                         |            |
| Tarsipes rostratus           | Slurfbuidelmuis                    |                                                                                |            |
| Tarsius bancanus             | Westelijk spookdiertje             | Soendaspookdier                                                                |            |
| Tarsius dentatus             | Noordelijk Celebesspookdier        |                                                                                |            |
| Tarsius pelengensis          | Pelengspookdier                    |                                                                                |            |
| Tarsius pumilus              | Dwergspookdier                     |                                                                                |            |
| Tarsius sangirensis          | Sangihespookdier                   |                                                                                |            |
| Tarsius syrichta             | Filipijns spookdier                |                                                                                |            |
| Tarsius tarsier              | Zuidwestelijk Celebesspookdier     | Celebesspookdier, Brilspookdier, Oostelijk spookdier                           |            |
| Tasmacetus shepherdi         | Spitssnuitdolfijn van Tasmanië     | Spitssnuitdolfijn van Japan, Spitssnuitdolfijn van Blainville                  |            |
| Tatera indica                | Indische naaktzoolrenmuis          |                                                                                |            |
| Taterillus emini             | Kleine naaktzoolrenmuis            |                                                                                |            |
| Taurotragus derbianus        | Reuzenelandantilope                | Derby’s elandantilope                                                          |            |
| Taurotragus oryx             | Elandantilope                      | Gewone elandantilope                                                           |            |
| Taxidea taxus                | Zilverdas                          | Noord-Amerikaanse das, Amerikaanse das                                         |            |
| Tayassu pecari               | Witlippekari                       | Muskuszwijn                                                                    |            |
| Tenrec ecaudatus             | Gewone tenrek                      |                                                                                |            |
| Tetracerus quadricornis      | Vierhoornantilope                  | Chousingha                                                                     |            |
| Theropithecus gelada         | Gelada                             |                                                                                |            |
| Thomomys bottae              | Valleigoffer                       | Botta's goffer                                                                 |            |
| Thomomys mazama              | Mazamagoffer                       |                                                                                |            |
| Thomomys monticola           | Sierragoffer                       |                                                                                |            |
| Thomomys talpoides           | Berggoffer                         |                                                                                |            |
| Thomomys umbrinus            | Dwerggoffer                        |                                                                                |            |
| Thryonomys gregorianus       | Kleine rietrat                     |                                                                                |            |
| Thryonomys swinderianus      | Grote rietrat                      |                                                                                |            |
| Thylacinus cynocephalus      | Buidelwolf                         | Tasmaanse buidelwolf                                                           |            |
| Thylogale billardierii       | Roodbuikpademelon                  |                                                                                |            |
| Thylogale brunii             | De-Bruijnpademelon                 |                                                                                |            |
| Thylogale stigmatica         | Roodpootpademelon                  |                                                                                |            |
| Thylogale thetis             | Roodhalspademelon                  |                                                                                |            |
| Thyroptera discifera         | Hondurashechtschijfvleermuis       |                                                                                |            |
| Thyroptera tricolor          | Driekleurhechtschijfvleermuis      | Driekleurige hechtschijfvleermuis                                              |            |
| Tokudaia muenninki           | Ryukyustekelrat                    | Muenninks stekelrat                                                            |            |
| Tolypeutes matacus           | Kogelgordeldier                    | Zuidelijk Kogelgordeldier                                                      |            |
| Tolypeutes tricinctus        | Driebandgordeldier                 | Apara                                                                          |            |
| Trachops cirrhosus           | Franjelipvleermuis                 |                                                                                |            |
| Trachypithecus auratus       | Javaanse langoer                   | Zwarte kuifaap, Gitzwarte langoer, Boedeng, Zwarte langoer, zwarte kuiflangoer |            |
| Trachypithecus barbei        | Barbes langoer                     |                                                                                |            |
| Trachypithecus cristatus     | Mutslangoer                        | Zilverlangoer                                                                  |            |
| Trachypithecus delacouri     | Witromplangoer                     | Delacours pruiklangoer                                                         |            |
| Trachypithecus francoisi     | Tonkinlangoer                      | François' langoer, Françoislangoer                                             |            |
| Trachypithecus geei          | Gouden langoer                     |                                                                                |            |
| Trachypithecus hatinhensis   | Ha Tinhlangoer                     |                                                                                |            |
| Trachypithecus laotum        | Witbrauwlangoer                    |                                                                                |            |
| Trachypithecus obscurus      | Brillangoer                        |                                                                                |            |
| Trachypithecus phayrei       | Phayrelangoer                      |                                                                                |            |
| Trachypithecus pileatus      | Kuiflangoer                        |                                                                                |            |
| Trachypithecus poliocephalus | Witkoplangoer                      | François' pruiklangoer                                                         |            |
| Tragelaphus angasii          | Nyala                              | Inyala                                                                         |            |
| Tragelaphus buxtoni          | Bergnyala                          |                                                                                |            |
| Tragelaphus eurycerus        | Bongo                              |                                                                                |            |
| Tragelaphus imberbis         | Kleine koedoe                      |                                                                                |            |
| Tragelaphus scriptus         | Bosbok                             | Bosantilope                                                                    |            |
| Tragelaphus spekii           | Sitatoenga                         | Sitoetoenga, Sietatoenga, Moerasantilope                                       |            |
| Tragelaphus strepsiceros     | Grote koedoe                       |                                                                                |            |
| Tragulus javanicus           | Javaanse kleine kantjil            | Kleine kantjil, Gewone kantjil                                                 |            |
| Tragulus kanchil             | Kleine kantjil                     |                                                                                |            |
| Tragulus napu                | Grote kantjil                      |                                                                                |            |
| Tragulus nigricans           | Balabacdwerghert                   |                                                                                |            |
| Tremarctos ornatus           | Brilbeer                           |                                                                                |            |
| Triaenops persicus           | Driebladvleermuis                  |                                                                                |            |
| Trichechus inunguis          | Amazonelamantijn                   | Zuid-Amerikaanse lamantijn, Amazonezeekoe                                      |            |
| Trichechus manatus           | Caribische lamantijn               | Caribische zeekoe                                                              |            |
| Trichechus senegalensis      | West-Afrikaanse lamantijn          | Afrikaanse lamantijn                                                           |            |
| Trichosurus arnhemensis      | Arnhemvoskoesoe                    |                                                                                |            |
| Trichosurus caninus          | Hondkoesoe                         |                                                                                |            |
| Trichosurus johnstonii       | Queenslandvoskoesoe                |                                                                                |            |
| Trichosurus vulpecula        | Voskoesoe                          | Gewone voskoesoe                                                               |            |
| Trichys fasciculata          | Langstaartstekelvarken             | Maleis langstaartstekelvarken, Borneolangstaartstekelvarken                    |            |
| Tscherskia triton            | Rathamster                         |                                                                                |            |
| Tupaia belangeri             | Belangers toepaja                  |                                                                                |            |
| Tupaia dorsalis              | Gestreepte toepaja                 |                                                                                |            |
| Tupaia glis                  | Gewone toepaja                     |                                                                                |            |
| Tupaia gracilis              | Slanke toepaja                     |                                                                                |            |
| Tupaia javanica              | Javaanse toepaja                   | Indonesische toepaja                                                           |            |
| Tupaia longipes              | Langvoettoepaja                    |                                                                                |            |
| Tupaia minor                 | Kleine toepaja                     | Dwergtoepaja                                                                   |            |
| Tupaia montana               | Bergtoepaja                        |                                                                                |            |
| Tupaia nicobarica            | Nicobarentoepaja                   |                                                                                |            |
| Tupaia palawanensis          | Palawantoepaja                     |                                                                                |            |
| Tupaia picta                 | Getekende toepaja                  |                                                                                |            |
| Tupaia splendidula           | Roodstaarttoepaja                  |                                                                                |            |
| Tupaia tana                  | Tana                               | Grondtoepaja                                                                   |            |
| Tursiops aduncus             | Langbektuimelaar                   | Indische-Oceaan-tuimelaar, Rode Zee-tuimelaar                                  |            |
| Tursiops truncatus           | Tuimelaar                          |                                                                                |            |
| Tylomys bullaris             | Chiapaklimrat                      |                                                                                |            |
| Tylomys tumbalensis          | Tumbalaklimrat                     |                                                                                |            |
| Tylonycteris pachypus        | Kleinkopbamboevleermuis            |                                                                                |            |
| Typhlomys cinereus           | Chinese dwergslaapmuis             |                                                                                |            |

A · 
B ·
C ·
D ·
E ·
F ·
G ·
H ·
I ·
J ·
K ·
L ·
M ·
N ·
O ·
P ·
R ·
S ·
T ·
U ·
V ·
W ·
X ·
Z